# Прпич, Джоэл
Джоэл Прпич (хорв. Joel Melvin Prpic; 25 сентября 1974, Садбери, Канада) — канадский и хорватский хоккеист, игравший на позиции центрального нападающего. Играл за сборную команду Хорватии.

## Карьера
Хоккейную карьеру начал в 1993 году.
В 1993 году был избран на драфте НХЛ под 233-м общим номером командой «Бостон Брюинз».
В течение профессиональной клубной игровой карьеры, продолжавшейся 16 лет, защищал цвета команд «Бостон Брюинз», «Колорадо Эвеланш», «Сейбу Принс Рэббитс», «Медвешчак» (Загреб).
В общем провел 18 матчей в НХЛ.
Выступал за сборную Хорватии, 5 игр в её составе на чемпионате мира 2012 (дивизион II).